# Sveti Juraj u Trnju
Sveti Juraj u Trnju – wieś w Chorwacji, w żupanii medzimurskiej, w gminie Donji Kraljevec. W 2011 roku liczyła 300 mieszkańców.